# Wanzl

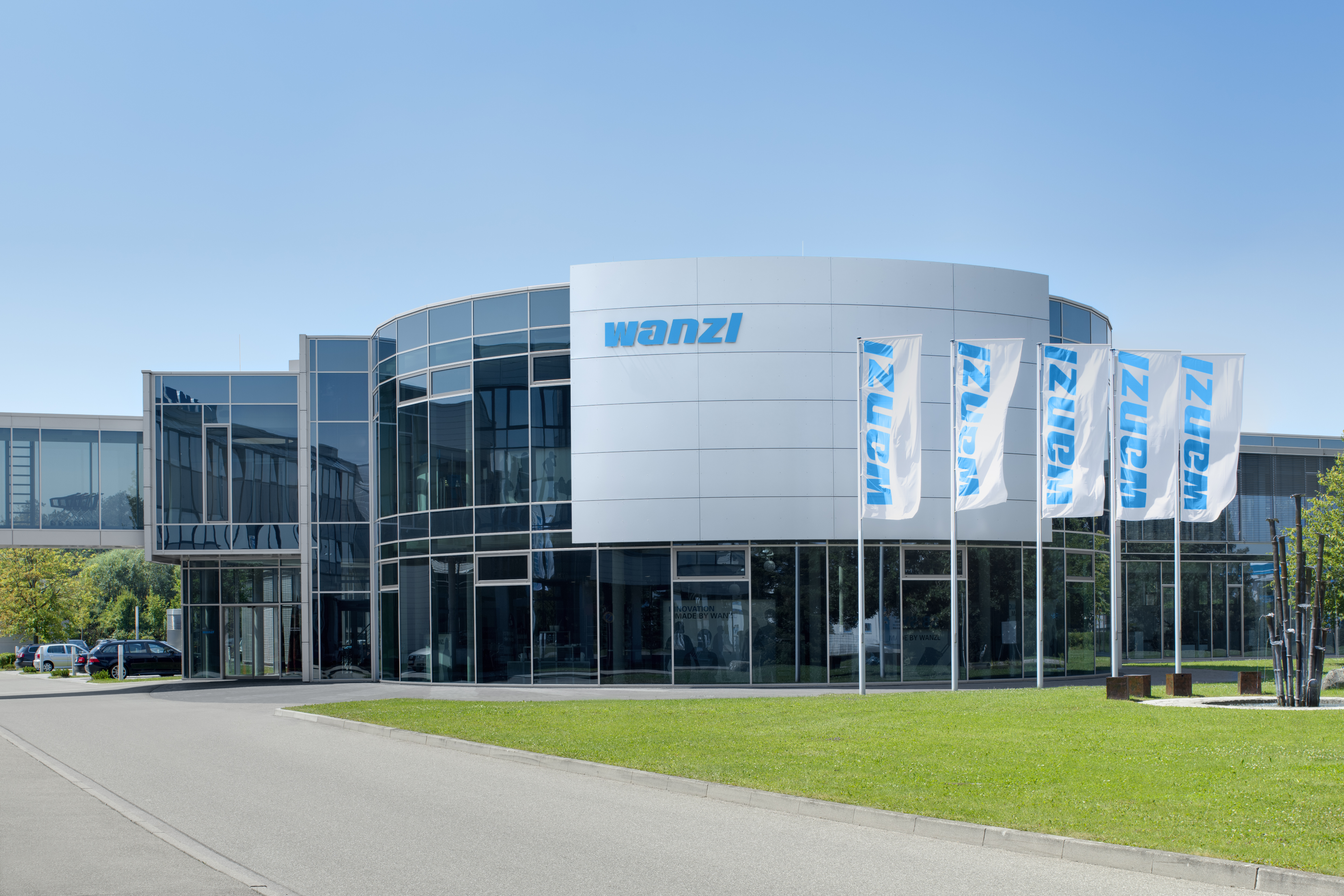
La Sede central de Wanzl está en Leipheim

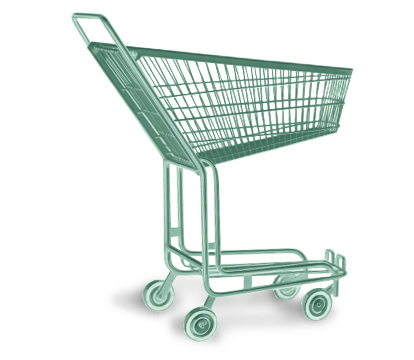
"Concentra" carro modelo de compras, 1957

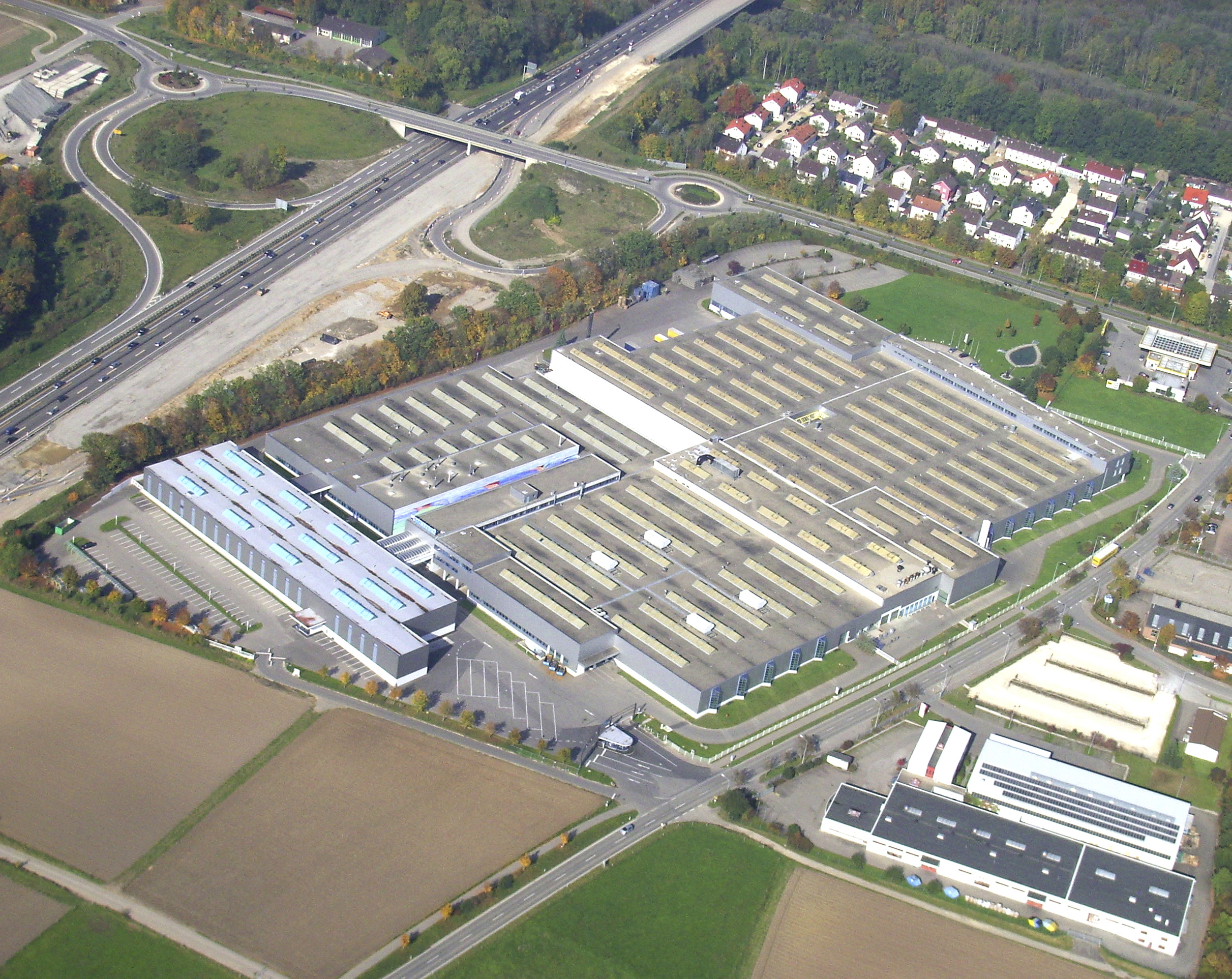
Planta IV en Leipheim

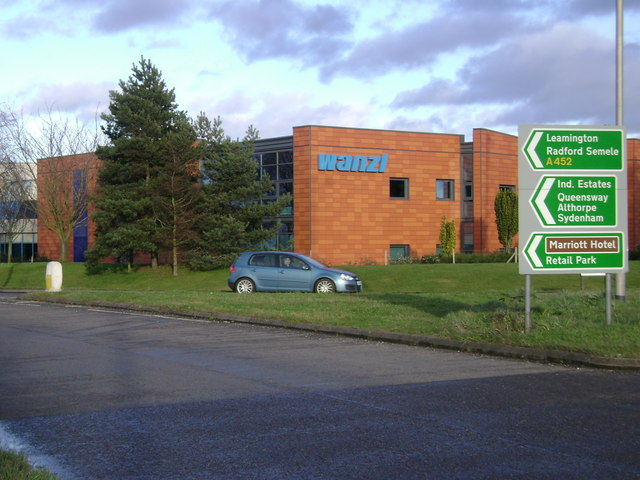
Subsidiaria Wanzl en Warwick, Reino Unido

Wanzl Metallwarenfabrik GmbH es un fabricante a nivel mundial de carros de autoservicio y de carros de equipaje.
En el año 2015, la empresa con sede principal en Leipheim empleó unos 4000 colaboradores en 22 países. La producción anual ascendió a aproximadamente dos millones de carros de autoservicio.

## Historia
En 1918, Rudolf Wanzl (padre) funda una cerrajería en la comunidad de Giebau en Moravia que fue expandiendo y con el tiempo comenzó con la producción de balanzas y el comercio de máquinas agrícolas. En aquella época contaba con 20 empleados. Tras la expulsión de su país natal, en 1947 Rudolf Wanzl júnior vuelve a fundar una empresa con un taller para fabricar balanzas y prestar servicios de reparación en Leipheim. El impulso de dedicarse al tema del «autoservicio» lo dio el fabricante de cajas registradoras NCR de Augsburgo. La empresa encargó la producción artesanal de cestas de mano que necesitaba para una sala de presentación. Casi al mismo tiempo, una cooperativa de consumo de Hamburgo pidió 40 carros y 100 cestas de mano para la apertura del primer establecimiento de autoservicio alemán. A principios de los 1950, Rudolf Wanzl viaja a los EE. UU. donde conoce a Sylvan Goldman, el inventor del carro de autoservicio. Durante el vuelo de vuelta diseña su propio modelo, incluso más fácil de mover y que constituye la base de todos los carros de autoservicio utilizados hoy día. En 1951 se patenta el primer carro de autoservicio con cesta fija. Tres años más tarde, los socios, los hermanos Siegel, se separan de la compañía y fundan su propia empresa. Así fue que durante muchos años los dos fabricantes de carros de autoservicio más importantes de Alemania tuvieron su domicilio social en Leipheim. En 1956, Wanzl da empleo a 74 personas.

### Los años 1960
A fin de ampliar la capacidad de producción, la empresa crea una nueva planta en Kirchheim. Para guiar a los clientes y reducir la cantidad de robos en los supermercados alemanes cada vez más grandes, Wanzl incluye en su gama de productos torniquetes manuales de acceso. En 1966, la empresa cuenta ya con 400 empleados.

### Los años 1970
Tras la expansión de las cadenas de comercios alemanas al extranjero cercano, la compañía funda sus primeras filiales.  Por primera vez se suministran carros de equipaje al cliente Deutsche Bundesbahn (Ferrocarriles Federales alemanes).  En el curso de una nueva ampliación de la producción, la empresa construye otra fábrica cerca de la estación de ferrocarriles de Leipheim. Durante algún tiempo, esta fábrica dispuso de su propio ramal por vía férrea. En 1978 la empresa recibe el premio «Goldener Zuckerhut». 

### Los años 1980
La empresa familiar suministra, por primera vez, carros de equipaje para el Aeropuerto de Fráncfort del Meno. La característica especial de estos carros es que se pueden transportar también en escaleras mecánicas. A fin de poder abastecer mejor el mercado francés, se construye una nueva fábrica en la ciudad alsaciana de Sélestat. El continuo aumento de la cantidad de mercados de materiales para la construcción contribuye al incremento de las cifras de producción; en Gran Bretaña y Bélgica se crean nuevas filiales.  En 1989, Wanzl da empleo a 1600 personas.

### Los años 1990
En el año 1990 finaliza la construcción de la fábrica 4 de Leipheim, cerca de la autopista A8.  En esta planta se encuentra actualmente la sede principal de la empresa. En 1991, Wanzl crea el sector comercial de la construcción de instalaciones comerciales. De allí en adelante planifica la instalación de supermercados completos y fabrica sistemas de estantería. Con la caída del telón de acero, la idea de las tiendas de autoservicio abre nuevos mercados incluso en Europa Oriental. En 1995 se inaugura una planta de producción en la República Checa, cerca de la tierra natal de Rudolf Wanzl. Después de trabajar durante diez años como gerente, en 1998 Gottfried Wanzl asume la dirección de la empresa completa, cargo que hasta ese momento desempeñaba su padre. Unos pedidos grandes, como el suministro de carros de equipaje para el nuevo aeropuerto de Hong Kong, contribuyeron al incremento del número de empleados y del volumen de ventas. En 1999, la compañía produce, por primera vez, un millón de carros de autoservicio.

### Los años 2000
Los mercados en el negocio clásico de operaciones mercantiles en Europa Occidental están cada vez más saturados, mientras que justamente en los países en vías de desarrollo el principio de autoservicio continua avanzando. En 2005, Wanzl inaugura en Shanghái una nueva planta de producción y de administración. Con el aumento del comercio en línea, Wanzl amplía su gama de productos con un carro para preparación de pedidos y de almacenamiento. También comienza el suministro de productos especiales para hoteles.  Tras la quiebra del antiguo competidor Siegel, Wanzl se hace cargo de la absorción de la mayor parte del personal. Ese mismo año Wanzl recibe el premio Bayerischer Qualitätspreis (Premio de Calidad de Baviera). A fin de ampliar el sector comercial de construcción de instalaciones comerciales, la empresa integra la carpintería Unseld de la ciudad de Ulm. 

### Los años 2010
En enero de 2012, la empresa Wanzl amplió al 100 % su participación en el grupo de empresas norteamericano Technibilt, en el que ya contaba con participaciones desde 2006. 
El 11 de febrero de 2012 se produjo un incendio en el edificio de galvanizado. La nave de 40 x 40 m quedó completamente calcinada, el daño se cifró en varias decenas de millones de euros. Casi dos años después del gran incendio, se puso en funcionamiento la instalación de galvanizado reedificada en el mismo emplazamiento.

## Sectores comerciales

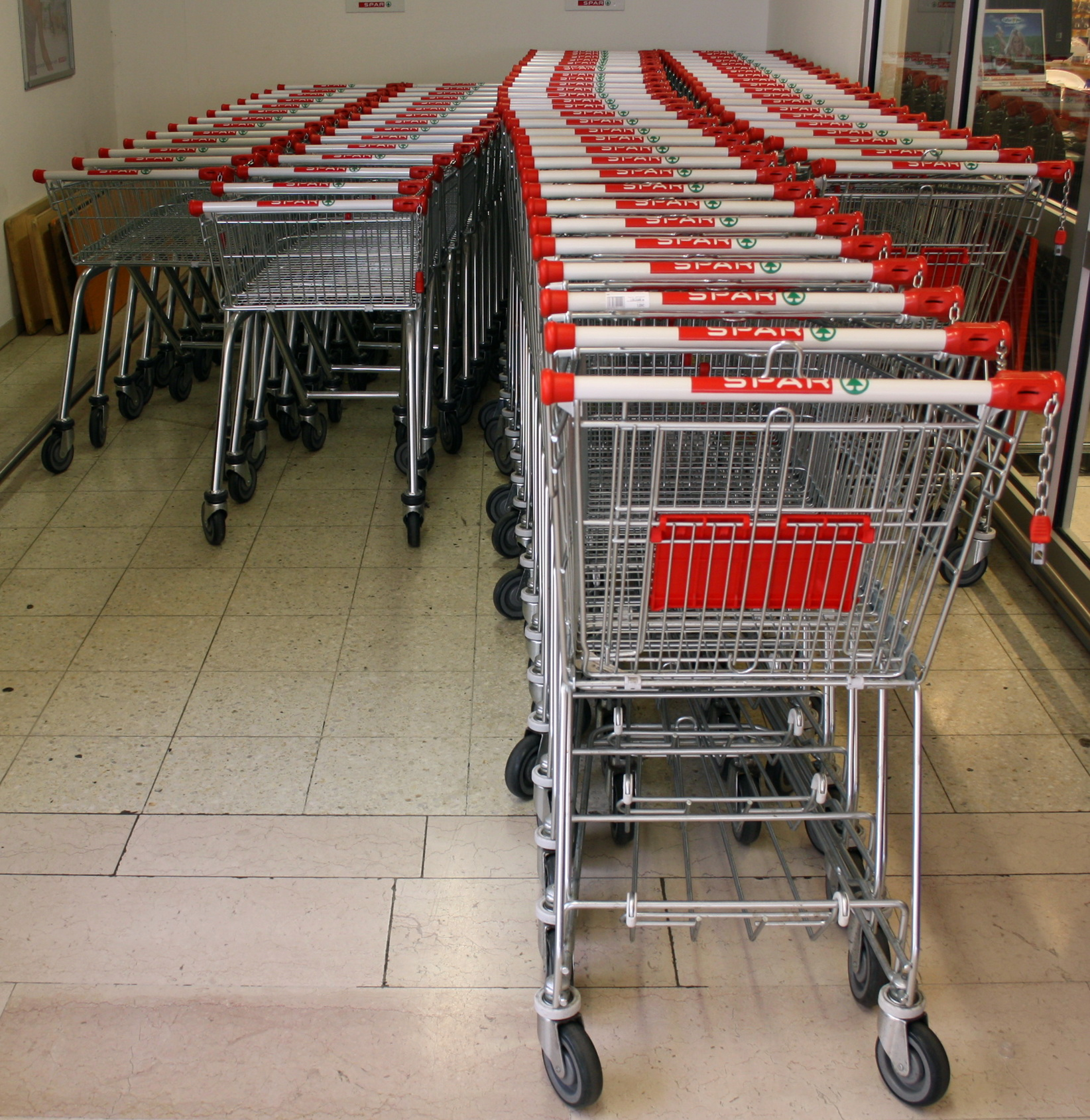
Carros de autoservicio de Wanzl, del lado izquierdo de la serie de producción EL (con cesta de menor tamaño), del lado derecho de la serie DRC con plataforma inferior para cajas de bebidas, etc.

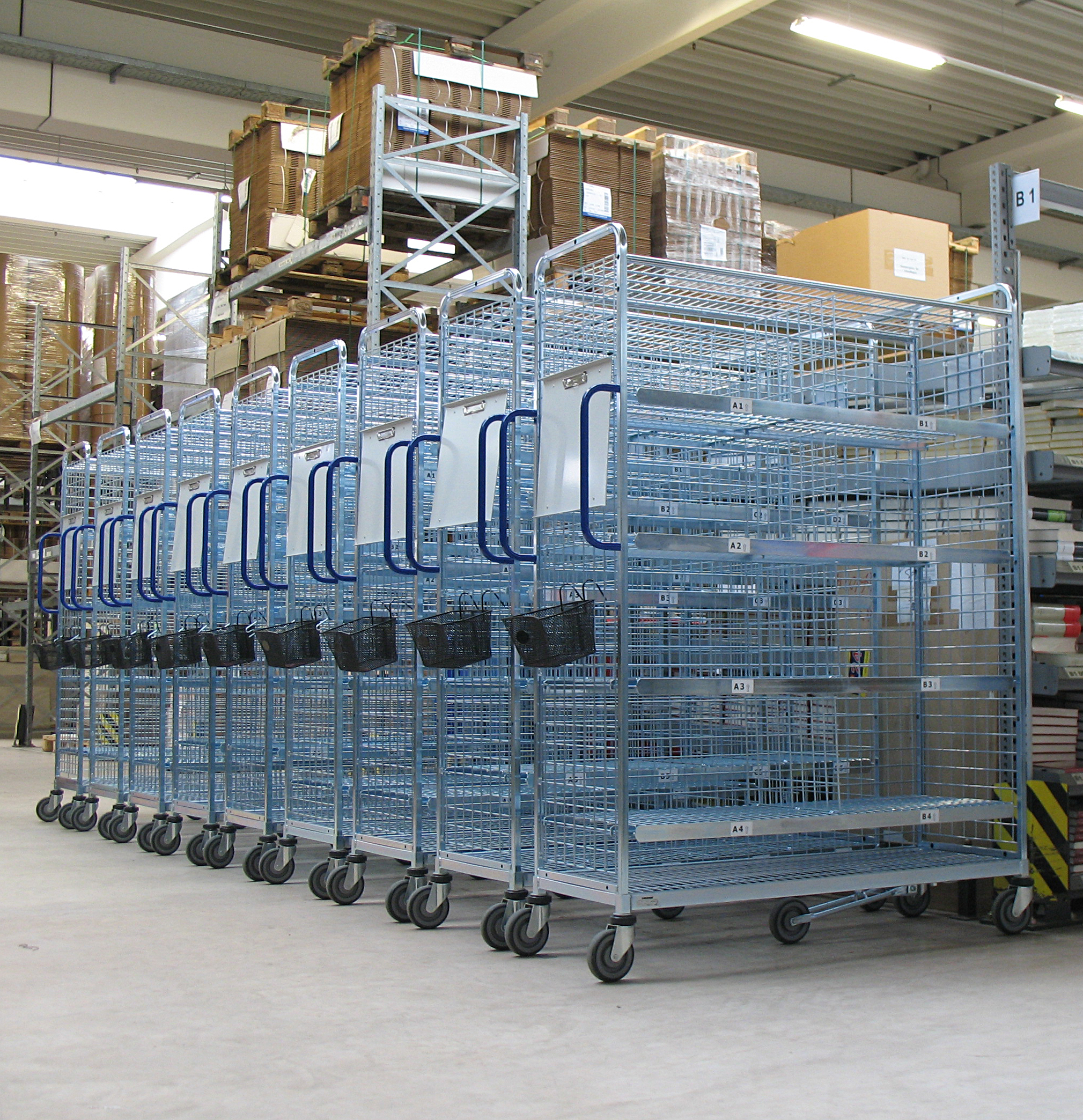
Carro para preparación de pedidos KT3

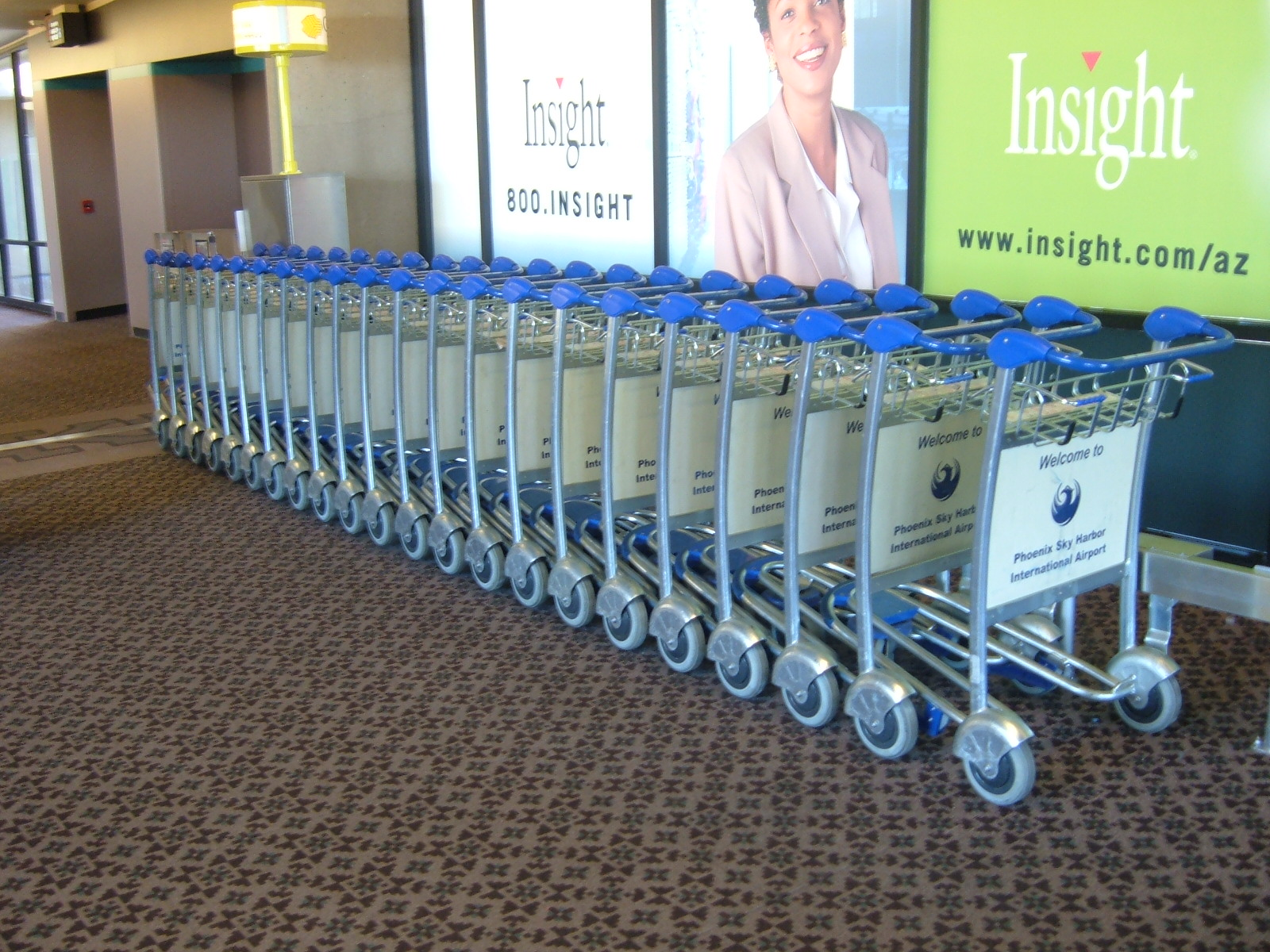
Carros de equipaje Wanzl en el aeropuerto de Phoenix

### Retail Systems/Shop Solutions
Además de los carros de autoservicio de metal, desde hace algunos años la empresa fabrica carros de autoservicio de plástico. El modelo se denomina «Tango» y se exporta sobre todo a países europeos. Otros productos para instalaciones comerciales, como estanterías, expositores, torniquetes, así como instalaciones completas para tiendas forman parte de la gama de productos. 

### Logistics + Industry
Desde 2002, esta área comercial abarca todo el surtido de productos para empresas industriales y logísticas.  Además de los carros para preparación de pedidos, la empresa también fabrica contenedores de transporte o módulos de palés.

### Airport + Security Solutions
Los carros de equipaje, controles de acceso y separadores de espacios de Wanzl se utilizan en muchas estaciones de ferrocarril y en muchos aeropuertos de todo el mundo. Entre los clientes se cuentan grandes aeropuertos internacionales como los de Fráncfort, Hong Kong o París. En la estación de ferrocarril de St. Pancras, desde la que parten los trenes de alta velocidad Eurostar, también se emplean carros de equipaje de Wanzl.

### Hotel Service
Este sector comercial fue introducido en el año 2006. Incluye productos para el equipamiento de hoteles como cestas para ropa, carritos de servicio y de limpieza. Estos carros también se encuentran en algunos cruceros de AIDA Cruise Line.

## Sucursales
A partir de 1970 se fundaron numerosas sucursales en todo el mundo cuyo cometido es la venta y la prestación de servicios.
| - Viena, Austria (2014, mudanza a Vösendorf) - Thal, Suiza - Oosterhout, Países Bajos - Lovaina, Bélgica - Warwick, Gran Bretaña | - Melbourne, Australia - Dubái, Emiratos Árabes Unidos - Pune, India - Moscú, Rusia - Kiev, Ucrania | - Budapest, Hungría - Sered, Eslovaquia - Barcelona, España - Nadarzyn, Polonia - Montichiari, Italia (2005, mudanza a Travagliato) |

## Gerencia
Gottfried Wanzl, uno de los hijos de Rudolf Wanzl júnior, quien en 2006 recibió el premio «Bayerischen Gründerpreis» [premio para empresarios de Baviera] por la obra de su vida, es presidente del consejo de administración de la empresa. En el año 2014, el Dr. Klaus Meier-Kortwig se hizo cargo de la presidencia de la gerencia. Frank Derks, es gerente del sector de finanzas, Harald P. Dörenbach de técnica y Bernhard Renzhofer de ventas.

## Logotipos

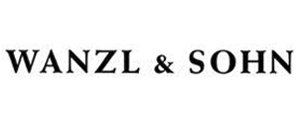
Años 1950
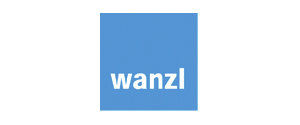
Años 1960
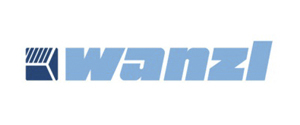
A partir de 1970
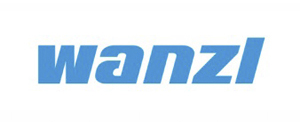
A partir de 2005

## Ferias
Wanzl es expositor en la feria EuroShop que se celebra cada tres años en la ciudad de Düsseldorf.
- Datos: Q2548557
- Multimedia: Wanzl Metallwarenfabrik / Q2548557